# Большая Сиговая
Большая Сиговая (в верховье Правая Большая Сиговая) — река в Красноярском крае России, правый приток Елогуя.
Образуется слиянием рек Левой Большой Сиговой и Правой Большой Сиговой, южнее болота Большая Тундра, на высоте 185 м. Впадает в Елогуй в 108 км от его устья. Длина — 171 км, площадь водосборного бассейна — 1680 км².

## Данные водного реестра
По данным государственного водного реестра России относится к Енисейскому бассейновому округу, водохозяйственный участок реки — Енисей от впадения р. Подкаменная Тунгуска до впадения р. Нижняя Тунгуска, речной подбассейн реки — Енисей между впадением Подкаменной Тунгуски и Нижней Тунгуски. Речной бассейн реки — Енисей.
Код объекта в государственном водном реестре — 17010600112116100058535.

### Притоки (км от устья)
- 23 км: Тулинчес (пр)
- 35 км: Хантыкс (пр)
- 48 км: Каменная (пр)
- 54 км: Кедровая (пр)
- 56 км: Толенкчес (лв)
- 112 км: Ярная (лв)
- Левая Большая Сиговая (лв)